# Sugar High世界巡迴演唱會
《SUGAR HIGH 世界巡迴演唱會》（英語：SUGAR HIGH WORLD TOUR），是王心凌的第三次巡迴演唱會，本次巡演橫跨兩大洲、除了有亞洲的場次之外還有北美洲的美國場次，而這也是王心凌首度到西方國家開唱。

## 巡演介紹
王心凌在出道20週年之際舉辦《SUGAR HIGH世界巡迴演唱會》。演唱會名稱「SUGAR HIGH」意指「高糖效應」，主題為讓所有到演唱會的人都像吃了糖果後一樣亢奮，全糖上癮。8月28日，王心凌正式介紹與揭曉該演唱會IP「Sugar Monster家族」的五個角色，以王心凌名稱取名的「王冠」、「好心」、「阿凌」、演唱會名稱諧音的「羞哥」，以及王心凌在某年母親節與家人一起上手作課程親手繪製的「王大龍」。該演唱會以多塊LED屏幕組成曲面的「巨型蛋糕舞台」作為演唱會舞台的設計重點，搭配不同的歌曲曲風進行拆解或合組成单層的普通舞台，或是雙至三層的蛋糕式舞台。該舞台也會随着歌曲演唱桥段的不同升高或降低，呈現出不同的舞台視覺效果。9月24日，王心凌正式發行演唱會同名主題曲《SUGAR HIGH》。
巡演首站從台北開跑，於2023年9月23日及24日在台北小巨蛋連開2場。台北演唱會共吸引2.2萬人觀賞，粗估台北2場票房收入約新台幣5500萬。之後相繼在上海、無錫、福州、廣州、鄭州、重慶、南昌、西安、成都、大連、深圳、合肥、蘇州、泉州、馬來西亞雲頂、澳門、北京、天津、南京、濟南、武漢、寧波、佛山、杭州、廈門、長沙、太原、青島等城市陸續開唱。
因馬來西亞雲頂雲星劇場舞台區較小，因此2024年3月22日及23日的馬來西亞站特別由原先的蛋糕式舞台升級成了以可拆解或合組的樓梯與電梯門口結合的雙層式舞台，部分歌曲在編舞及編曲上也隨著舞台做了調整。由4月6日及7日的北京站起，此次巡演正式升級為1.5版本，大部分的服裝造型、歌單、燈光設計及轉場影片等均已換新。而舞台則是由原先的「三層巨型蛋糕舞台」升級成了「三層切塊巨型蛋糕舞台」，不但能隨著不同歌曲的情緒進行升降，也能創造出不同層次的視覺衝擊

2024年8月20日，王心凌宣佈《SUGAR HIGH 世界巡迴演唱會》正式升級為2.0版本，啟動巡演的第二階段。2.0首站從台北開跑，於10月12日及10月13日在台北小巨蛋連開2場。 接下來相繼上海、南京、重慶、寧波、成都、廣州、泉州、合肥、南昌、深圳、蘇州、鄭州、杭州、廈門、西安、北京開唱。而2025年8月的北京場次則是加碼再開一場、也是王心凌首次連開三場演唱會。
2025年8月18日，王心凌宣布Sugar High 2.0 世界巡迴演唱會冬日慶典最終章的消息，並宣布巡演的最後六站城市，分別在美國舊金山、美國紐約、佛山、武漢、上海、以及最後一站在家鄉台北收官結束本次巡演。

## 巡演場次
| 場次 | 日期           | 時間  | 國家/城市/地區 | 地點                             | 嘉賓           | 備註 |
| ---- | -------------- | ----- | -------------- | -------------------------------- | -------------- | --- |
| 1    | 2023年9月23日  | 19:30 | 臺北           | 台北小巨蛋                       | -              | |
| 2    | 2023年9月24日  | 18:00 | 臺北           | 台北小巨蛋                       | Jessica 鄭秀妍 | 與嘉賓合唱〈愛你〉。                                                                                        |
| 3    | 2023年10月14日 | 19:00 | 上海           | 梅賽德斯-奔馳文化中心            | -              | 新歌首唱〈言不由衷〉。 上海站限定歌曲〈夢的光點〉。                                                         |
| 4    | 2023年10月21日 | 19:30 | 無錫           | 無錫體育中心體育館               | -              | 中國大陸場次首唱〈彩虹的微笑〉。                                                                            |
| 5    | 2023年10月28日 | 20:00 | 福州           | 福州海峡奧林匹克体育中心综合馆   | -              | 中國大陸場次首唱〈我很好，那麼你呢？〉。                                                                    |
| 6    | 2023年11月4日  | 20:00 | 廣州           | 廣州體育館1號館                  | -              | 中國大陸場次首唱〈羽毛〉。                                                                                  |
| 7    | 2023年11月11日 | 19:30 | 鄭州           | 鄭州奧林匹克體育中心體育館       | -              | |
| 8    | 2023年12月2日  | 19:30 | 重慶           | 重慶國際博覽中心                 | -              | 新歌首唱〈對賭〉。                                                                                          |
| 9    | 2023年12月9日  | 19:30 | 南昌           | 南昌國際體育中心體育館           | -              | |
| 10   | 2023年12月16日 | 19:30 | 西安           | 西安奧體中心體育館               | -              | |
| 11   | 2023年12月23日 | 19:30 | 成都           | 成都金融城演藝中心               | 吳謹言、黃小蕾 | 與嘉賓合唱〈愛你〉。                                                                                        |
| 12   | 2024年1月6日   | 19:00 | 大連           | 大連體育中心體育館               | -              | |
| 13   | 2024年1月13日  | 19:30 | 深圳           | 深圳灣體育中心體育館             | -              | 新歌首唱〈感情用事〉。                                                                                      |
| 14   | 2024年1月20日  | 19:30 | 合肥           | 合肥濱湖國際會展中心綜合館       | -              | |
| 15   | 2024年1月27日  | 19:30 | 蘇州           | 蘇州奧林匹克體育中心體育館       | -              | |
| 16   | 2024年3月9日   | 19:30 | 泉州           | 晉江第二體育中心主體育館         | -              | |
| 17   | 2024年3月22日  | 21:00 | 馬來西亞雲頂   | 雲頂雲星劇場                     | -              | 時隔17年，再度於馬來西亞開唱。                                                                              |
| 18   | 2024年3月23日  | 18:00 | 馬來西亞雲頂   | 雲頂雲星劇場                     | -              | 張棟樑於台下清唱〈小烏龜〉。                                                                                |
| 19   | 2024年3月30日  | 19:30 | 澳門           | 銀河綜藝館                       | -              | 首次加入點歌環節，並清唱〈最想你的〉。                                                                      |
| 20   | 2024年4月6日   | 19:00 | 北京           | 國家體育館                       | 黄绮珊         | 首次連開2場的中國大陸場次。 此場次起升級為1.5版本。 與嘉賓合唱曾在聲生不息·家年華合作過的歌曲〈霓虹甜心〉。 |
| 21   | 2024年4月7日   | 19:00 | 北京           | 國家體育館                       | 劉柏辛         | 與嘉賓合唱〈有嗎炒麵〉。                                                                                    |
| 22   | 2024年4月13日  | 19:30 | 天津           | 天津體育館                       | -              | |
| 23   | 2024年4月20日  | 19:30 | 南京           | 南京奧林匹克體育中心體育館       | -              | |
| 24   | 2024年4月27日  | 19:30 | 濟南           | 濟南奧林匹克體育中心體育館       | -              | |
| 25   | 2024年5月4日   | 19:30 | 武漢           | 武漢體育中心體育館               | -              | 首次清唱〈一律建議分手吧〉。                                                                                |
| 26   | 2024年5月11日  | 19:30 | 寧波           | 寧波奧體中心體育館               | -              | |
| 27   | 2024年5月18日  | 19:00 | 佛山           | 佛山國際體育文化演藝中心         | -              | 首次小唱〈人間遇見〉。                                                                                      |
| 28   | 2024年6月1日   | 19:30 | 杭州           | 杭州奧體中心體育館               | 汪蘇瀧         | 與嘉賓合唱〈我會好好的〉。                                                                                  |
| 29   | 2024年6月9日   | 19:30 | 廈門           | 廈門奧林匹克體育中心—鳳凰體育館  | -              | 原定於2024年6月8日舉辦，因與中國大陸高考撞期，延期至6月9日。                                                |
| 30   | 2024年6月15日  | 19:30 | 長沙           | 湖南國際會展中心芒果館           | -              | 首次小唱〈忘了說，你已經很好了〉                                                                            |
| 31   | 2024年6月22日  | 19:30 | 太原           | 山西體育中心體育館               | -              | 首次小唱〈浮誇〉。                                                                                          |
| 32   | 2024年6月29日  | 19:30 | 青島           | 青島市民健身中心體育館           | -              | |
| 33   | 2024年10月12日 | 19:30 | 臺北           | 台北小巨蛋                       | 告五人         | 此場次起升級為2.0版本。 與嘉賓合唱〈言不由衷〉及〈愛人錯過〉。                                              |
| 34   | 2024年10月13日 | 18:00 | 臺北           | 台北小巨蛋                       | 吳青峰         | 與嘉賓合唱〈灰姑娘的眼淚〉、〈海妖沙龍〉及〈從未到過的地方〉。                                              |
| 35   | 2024年12月21日 | 19:00 | 上海           | 梅賽德斯-奔馳文化中心            | 譚維維         | 與嘉賓合唱〈山海〉。                                                                                        |
| 36   | 2024年12月22日 | 19:00 | 上海           | 梅賽德斯-奔馳文化中心            | 陳楚生         | 與嘉賓合唱〈黃昏曉〉。                                                                                      |
| 37   | 2025年1月11日  | 19:00 | 南京           | 南京青奧體育公園體育館           | -              | |
| 38   | 2025年1月12日  | 19:00 | 南京           | 南京青奧體育公園體育館           | -              | |
| 39   | 2025年2月14日  | 19:30 | 重慶           | 華熙文化體育中心                 | -              | |
| 40   | 2025年2月15日  | 19:30 | 重慶           | 華熙文化體育中心                 | -              | |
| 41   | 2025年2月21日  | 19:30 | 寧波           | 寧波奧體中心體育館               | -              | |
| 42   | 2025年2月22日  | 19:30 | 寧波           | 寧波奧體中心體育館               | -              | |
| 43   | 2025年3月15日  | 19:00 | 成都           | 成都五糧液體育文化中心綜合體育館 | -              | |
| 44   | 2025年3月16日  | 19:00 | 成都           | 成都五糧液體育文化中心綜合體育館 | -              | |
| 45   | 2025年3月29日  | 19:00 | 廣州           | 寶能廣州國際體育演藝中心         | -              | |
| 46   | 2025年3月30日  | 19:00 | 廣州           | 寶能廣州國際體育演藝中心         | -              | |
| 47   | 2025年4月5日   | 19:30 | 泉州           | 晉江第二體育中心主體育館         | -              | |
| 48   | 2025年4月6日   | 19:30 | 泉州           | 晉江第二體育中心主體育館         | -              | |
| 49   | 2025年4月19日  | 19:00 | 合肥           | 合肥少荃體育中心體育館           | -              | |
| 50   | 2025年4月20日  | 19:00 | 合肥           | 合肥少荃體育中心體育館           | -              | |
| 51   | 2025年5月3日   | 19:30 | 南昌           | 南昌國際體育中心體育館           | -              | |
| 52   | 2025年5月4日   | 19:30 | 南昌           | 南昌國際體育中心體育館           | -              | |
| 53   | 2025年5月17日  | 19:30 | 深圳           | 深圳體育中心體育館               | A-Lin          | 原定於19:00開場，因賽事衝突，開場時間更改至19:30。 與嘉賓合唱〈有一種悲傷〉及〈愛你〉。                     |
| 54   | 2025年5月18日  | 19:00 | 深圳           | 深圳體育中心體育館               | 陳嘉樺         | 與嘉賓合唱〈戀人未滿〉。                                                                                    |
| 55   | 2025年5月30日  | 19:30 | 蘇州           | 蘇州奧林匹克體育中心體育館       | -              | |
| 56   | 2025年5月31日  | 19:30 | 蘇州           | 蘇州奧林匹克體育中心體育館       | -              | |
| 57   | 2025年6月14日  | 19:00 | 鄭州           | 鄭州奧林匹克體育中心體育館       | -              | 原定於19:30開場，因體育場項目衝突，開場時間更改至19:00。                                                    |
| 58   | 2025年6月15日  | 19:00 | 鄭州           | 鄭州奧林匹克體育中心體育館       | -              | 原定於19:30開場，因體育場項目衝突，開場時間更改至19:00。                                                    |
| 59   | 2025年6月21日  | 19:30 | 杭州           | 杭州奧體中心體育館               | -              | |
| 60   | 2025年6月22日  | 19:30 | 杭州           | 杭州奧體中心體育館               | -              | |
| 61   | 2025年7月5日   | 19:00 | 廈門           | 廈門奧林匹克體育中心鳳凰體育館   | -              | |
| 62   | 2025年7月6日   | 19:00 | 廈門           | 廈門奧林匹克體育中心鳳凰體育館   | -              | |
| 63   | 2025年7月19日  | 19:30 | 西安           | 西安奧體中心體育館               | -              | |
| 64   | 2025年7月20日  | 19:30 | 西安           | 西安奧體中心體育館               | -              | |
| 65   | 2025年8月15日  | 19:00 | 北京           | 北京華熙LIVE·五棵松體育館        | -              | 首次額外加場的場次；首次連開3場的演唱會場次。                                                               |
| 66   | 2025年8月16日  | 19:00 | 北京           | 北京華熙LIVE·五棵松體育館        | 潘瑋柏         | 與嘉賓合唱〈熱愛〉。                                                                                        |
| 67   | 2025年8月17日  | 19:00 | 北京           | 北京華熙LIVE·五棵松體育館        | 周深           | 與嘉賓合唱〈大眠〉。                                                                                        |
| 68   | 2025年11月22日 |       | 美國舊金山     |                                  |                | 首場美國個人演唱會。                                                                                        |
| 69   | 2025年11月28日 |       | 美國紐約       |                                  |                | |
| 70   | 2025年12月6日  |       | 佛山           | 佛山國際體育文化演藝中心         |                | |
| 71   | 2025年12月7日  |       | 佛山           | 佛山國際體育文化演藝中心         |                | |
| 72   | 2025年12月20日 |       | 武漢           | 武漢光谷國際網球中心中央球館     |                | |
| 73   | 2025年12月21日 |       | 武漢           | 武漢光谷國際網球中心中央球館     |                | |
| 74   | 2025年12月日   |       | 上海           | 梅賽德斯-奔馳文化中心            |                | |
| 75   | 2025年12月日   |       | 上海           | 梅賽德斯-奔馳文化中心            |                | |
| 76   | 2026年1月      |       | 臺北           | 台北小巨蛋                       |                | |
| 77   | 2026年1月      |       | 臺北           | 台北小巨蛋                       |                | |

## 巡演歌單

### 第一階段：SUGAR HIGH
Part 1
1. BITE BACK
2. Baby Boy
3. Woosa Woosa
4. Honey

Part 2：以不插電形式演唱（台北第二場將Part 2與Part 3對調順序）
1. 黃昏曉
2. 日落前七分鐘
3. 在青春迷失的咖啡館
4. 黏黏黏黏

Part 3：搖滾編曲
1. 愛太空
2. 不哭
3. 我會好好的

Part 4
1. 劈你的雷正在路上
2. 往幸福出發吧
3. 2005月光閃耀
4. SUGAR HIGH
5. 教海鷗飛行的貓
6. 喜歡你怎麼辦
7. 愛你 (台北第二場與Jessica 鄭秀妍合唱)

Part 5
1. 那年夏天寧靜的海
2. 大眠
3. 我很好，那麼你呢？
4. 變成陌生人
5. 這就是愛

Part 6
1. Da Da Da (歌迷KTV)
2. 睫毛彎彎
3. 心電心
4. 彩虹的微笑
5. 當你

台北第二場安可清唱：
1. 失戀歌迷黨 / 幸福背後 / 第一次愛的人 / 小星星

Part 1
1. BITE BACK
2. Baby Boy
3. Woosa Woosa
4. Honey

- 從西安站起，此環節的〈Honey〉與Part 3的〈彩虹的微笑〉對調
- 馬來西亞站此環節未演唱〈Honey〉

Part 2
1. 愛太空
2. 不哭
3. 我會好好的
4. 言不由衷
5. 黃昏曉
6. 月光
7. 在青春迷失的咖啡館
8. 對賭 (從重慶站起加入歌單)
9. 黏黏黏黏

- 大連站此環節未演唱〈對賭〉

Part 3
1. 劈你的雷正在路上
2. SUGAR HIGH
3. 愛你
4. 彩虹的微笑

- 上海站此環節未演唱〈彩虹的微笑〉，但演唱了〈夢的光點〉
- 從西安站起，此環節的〈彩虹的微笑〉與Part 1的〈Honey〉對調
- 成都站與吳謹言和黃小蕾合唱〈愛你〉

Part 4
1. 那年夏天寧靜的海
2. 大眠
3. 變成陌生人
4. 感情用事 (從深圳站起加入歌單)
5. 我很好，那麼你呢？ (從福州站起加入歌單)
6. 這就是愛

- 上海站、無錫站在此環節演唱了〈第一次愛的人〉
- 馬來西亞站此環節未演唱〈我很好，那麼你呢？〉

Part 5
1. Da Da Da (歌迷KTV)
2. 睫毛彎彎
3. 水仙
4. 心電心
5. 羽毛 (從廣州站起加入歌單)
6. 第一次愛的人
7. 當你

- 上海站、無錫站此環節未演唱〈第一次愛的人〉
- 馬來西亞站此環節未演唱〈水仙〉
- 馬來西亞站第二場台下的張棟樑清唱〈小烏龜〉
- 澳門站在〈心電心〉之後的點歌環節清唱〈最想你的〉/〈幸福背後〉/〈還是好朋友〉

Part 1
1. BITE BACK
2. Baby Boy
3. Woosa Woosa
4. 彩虹的微笑

Part 2
1. 愛太空
2. 不哭
3. 我會好好的
4. 言不由衷
5. 在青春迷失的咖啡館
6. 對賭
7. 黃昏曉
8. 月光

Part 3
1. SUGAR HIGH
2. 教海鷗飛行的貓
3. 往幸福出發吧
4. 劈你的雷正在路上
5. 愛你

Part 4
1. 那年夏天寧靜的海
2. 大眠
3. 感情用事
4. 變成陌生人（從武漢站起更替為〈花的嫁紗〉）
5. 我很好，那麼你呢？
6. 這就是愛

Part 5
1. Da Da Da (歌迷KTV)
2. 睫毛彎彎
3. 心電心
4. Honey
5. 點歌環節
6. 羽毛
7. 第一次愛的人
8. 當你

點歌環節曲目
- 北京（Day 1）：愛你 / 明天見 / 愛情句型 / 花的嫁紗
- 北京（Day 2）：日落前七分鐘 / 最想你的
- 天津：水仙 / 花的嫁紗 / 生命中的美好缺憾
- 南京：從未到過的地方 / 生命中的美好缺憾 / 花的嫁紗
- 濟南：Hi Hi Bye Bye / 失戀歌迷黨 / 還是好朋友 / 花的嫁紗
- 武漢：一律建議分手吧 / 明天見 / 沈睡的森林
- 寧波：失戀歌迷黨 / 還是好朋友
- 佛山：黏黏黏黏（含卡祖笛表演） / BFF / 人間遇見
- 杭州：夢的光點 / 愛的天靈靈
- 廈門：匿名的安慰 / 戀愛節奏 / 小星星
- 長沙：喜歡你怎麼辦 / 忘了說，你已經很好了 / 明天見
- 太原：水仙 / 浮誇
- 青島：飄飄 / 孤獨的嘉年華會 / 天使的偏執 / 喜歡你怎麼辦

### 第二階段：SUGAR HIGH 2.0
Part 1
1. BITE BACK
2. 一律建議分手吧
3. Woosa Woosa
4. Honey

Part 2
1. 不哭
2. 愛太空
3. 我會好好的
4. 言不由衷 (合唱嘉賓：告五人 / 僅台北第一場)
5. 愛人錯過 (合唱嘉賓：告五人 / 僅台北第一場)
6. 最想你的 (僅台北第二場)
7. 在青春迷失的咖啡館 (僅台北第二場)
8. 對賭
9. 黃昏曉 (僅台北第一場)
10. 小星星
11. 月光

Part 3
1. SUGAR HIGH
2. 教海鷗飛行的貓
3. 往幸福出發吧
4. Happy Loving
5. 愛的套餐
6. 黏黏黏黏
7. 愛的天靈靈
8. Baby Boy
9. 熱愛
10. 愛你

Part 4
1. 大眠
2. 感情用事
3. 愛情句型  (僅台北第一場)
4. 那年夏天寧靜的海
5. 灰姑娘的眼淚 (合唱嘉賓：吳青峰 / 僅台北第二場)
6. (......海妖沙龍) (合唱嘉賓：吳青峰 / 僅台北第二場)
7. 從未到過的地方 (合唱嘉賓：吳青峰 / 僅台北第二場)
8. 這就是愛

Part 5
1. Da Da Da (歌迷KTV)
2. 劈你的雷正在路上
3. 睫毛彎彎
4. 心電心
5. 彩虹的微笑
6. 匿名的安慰
7. 當你

台北安可點歌曲目
- 台北 Day 1：想你想你 / 很愛 / 陪我到以後 / 青春考卷 / 愛的滑翔翼 / 花的嫁紗 (與藝人席明道合唱) / 有一種悲傷
- 台北 Day 2：沉睡的森林 / 生日快樂歌 / 翹翹板 / 第一次愛的人 / 泡泡糖 / 戀愛節奏 / Birthday Song / 幸福背後 / 木馬屠城記 / 陳淑芬與林志豪 / Hi Hi Bye Bye / 因為是你 / You Are My Only Love

Part 1
1. BITE BACK
2. 一律建議分手吧
3. Woosa Woosa
4. Honey

Part 2
1. 不哭
2. 愛太空
3. 我會好好的
4. 在青春迷失的咖啡館 / 黃昏曉（同一城市的不同場次兩首歌輪替演唱）
5. 對賭
6. 小星星
7. 月光

- 上海站在〈我會好好的〉之後，額外演唱〈最想你的〉
- 上海站Day 1在〈最想你的〉之後，與嘉賓譚維維合唱〈山海〉
- 上海站Day 2在〈最想你的〉之後，與嘉賓陳楚生合唱〈黃昏曉〉
- 深圳站Day 1在〈我會好好的〉之後，與嘉賓A-Lin合唱〈有一種悲傷〉
- 深圳站Day 2在〈小星星〉之後，與嘉賓陳嘉樺合唱〈戀人未滿〉
- 鄭州站Day 1同時演唱〈在青春迷失的咖啡館〉和〈黃昏曉〉

Part 3
1. SUGAR HIGH
2. 教海鷗飛行的貓
3. 往幸福出發吧
4. 熱愛 (從南昌站起加入歌單)
5. 愛你

- 上海站與南京站此環節額外演唱〈彩虹的微笑〉
- 深圳站Day 1〈愛你〉為改編版，並與嘉賓A-Lin合唱

Part 4
1. 感情用事
2. 大眠
3. 花的嫁紗 / 愛情句型（同一城市的不同場次兩首歌輪替演唱）
4. 那年夏天寧靜的海
5. 這就是愛

Part 5
1. Da Da Da (歌迷KTV)
2. 劈你的雷正在路上
3. 睫毛彎彎
4. 心電心
5. 彩虹的微笑
6. 彩蛋組曲
7. 匿名的安慰 / 羽毛（從重慶站起，同一城市的不同場次兩首歌輪替演唱）
8. 第一次愛的人
9. 當你

- 上海站與南京站此環節無〈彩虹的微笑〉
- 鄭州站與杭州站此環節無〈劈你的雷正在路上〉
- 鄭州站Day 2同時演唱〈匿名的安慰〉和〈羽毛〉
- 北京站Day 1在〈劈你的雷正在路上〉之後，額外演唱〈Happy Loving〉

彩蛋組曲曲目
- 上海 Day 1：還是好朋友 / 如果月亮會說話 / Baby Boy / 愛的天靈靈 / 明天見
- 上海 Day 2：觀雪 / 飄飄 / 水仙 / 夢的光點 / 從未到過的地方
- 南京 Day 1：凝眸 / 還是好朋友 / Hi Hi Bye Bye / 熱愛 / 羽毛
- 南京 Day 2：如果月亮會說話 / 失戀歌迷黨 / 黏黏黏黏 / 愛的套餐 / 明天見
- 重慶 Day 1：陪我到以後 / 如果月亮會說話 / Happy Loving / 黏黏黏黏 / 愛的套餐
- 重慶 Day 2：喜歡你怎麼辦 / 想你想你 / Baby Boy / 愛的天靈靈 / 我很好，那麼你呢？
- 寧波 Day 1：從未到過的地方 / 遠在眼前的你 / Baby Boy / 愛的天靈靈 / 羽毛
- 寧波 Day 2：觀雪 / 飄飄 / 失戀歌迷黨 / 熱愛 / 我很好，那麼你呢？
- 成都 Day 1：黏黏黏黏 / Happy Loving / Hi Hi Bye Bye / Baby Boy / 熱愛
- 成都 Day 2：言不由衷 / 還是好朋友 / 沉睡的森林 / 夢的光點 / 變成陌生人
- 廣州 Day 1：戀愛節奏 / 愛的套餐 / 愛的天靈靈 / 熱愛 / 很愛
- 廣州 Day 2：觀雪 / 凝眸 / 人間遇見 / 飄飄 / 水仙
- 泉州 Day 1：浮誇 / 飄飄 / 水仙 / 熱愛 / 羽毛
- 泉州 Day 2：還是好朋友 / 失戀歌迷黨 / 沉睡的森林 / 愛的天靈靈 / 變成陌生人
- 合肥 Day 1：言不由衷 / 天使的偏執 / 黏黏黏黏 / 飄飄 / 熱愛
- 合肥 Day 2：翹翹板 / 戀愛節奏 / 木馬屠城記 / 愛的套餐 / 幸福背後
- 南昌 Day 1：陳淑芬與林志豪 / 生命中的美好缺憾 / 戀愛節奏 / 木馬屠城記 / 喜歡你怎麼辦？
- 南昌 Day 2：遠在眼前的你 / 最想你的 / 想和你 / 想你想你 / 我很好，那麼你呢？
- 深圳 Day 1：還是好朋友 / 如果月亮會說話 / 失戀歌迷黨 / Baby Boy / 愛的套餐
- 深圳 Day 2：從未到過的地方 / 飄飄 / 水仙 / 愛的天靈靈 / 明天見
- 蘇州 Day 1：BFF / Happy Loving / Hi Hi Bye Bye / Baby Boy / Baby Baby Tell Me
- 蘇州 Day 2：日落前七分鐘 / 如果月亮會說話 / 沉睡的森林 / 我很好，那麼你呢？ / 明天見
- 鄭州 Day 1：從未到過的地方 / 最想你的 / 天使的偏執 / 夢的光點 / 愛的套餐
- 鄭州 Day 2：下一頁的我 / 遠在眼前的你 / 喜歡你怎麼辦？ / 想你想你 / 我很好，那麼你呢？
- 杭州 Day 1：變成陌生人 / 房客 / 戀愛節奏 / 愛的天靈靈 / 很愛
- 杭州 Day 2：忘了說，你已經很好了 / 打起精神來 / 陪我到以後 / 失戀歌迷黨 / 夢的光點
- 廈門 Day 1：到處不存在的我 / 還是好朋友 / 水仙 / 愛的天靈靈 / 很愛
- 廈門 Day 2：生命中的美好缺憾 / 黏黏黏黏 / 飄飄 / Baby Boy / 幸福背後
- 西安 Day 1：言不由衷 / 翹翹板 / 想和你 / 愛的天靈靈 / 從未到過的地方
- 西安 Day 2：遠在眼前的你 / 陳淑芬與林志豪 / 失戀歌迷黨 / 沉睡的森林 / 愛的套餐
- 北京 Day 1：遠在眼前的你 / 碰碰 / 想和你 / Baby Boy / 我很好，那麼你呢？
- 北京 Day 2：下一頁的我 / 灰姑娘的眼淚 / 失戀歌迷黨 / 愛的天靈靈 / 很愛
- 北京 Day 3：言不由衷 / 房客 / 昨天、今天 / 愛的套餐 / 變成陌生人

## 獎項紀錄
| 頒獎單位                                | 年份 | 獎項類別                                                                         | 得獎級別                 | 作品                              | 結果 |
| --------------------------------------- | ---- | -------------------------------------------------------------------------------- | ------------------------ | --------------------------------- | ---- |
| LIT 照明設計獎 (Lighting Design Awards) | 2024 | 娛樂照明設計-音樂活動照明 (Entertainment Lighting Design - Music Event Lighting) | -                        | 《SUGAR HIGH 2.0 世界巡迴演唱會》 | 獲獎 |
| MUSE 繆思設計獎 (MUSE Design Awards)    | 2025 | 概念設計-娛樂 (Conceptual Design - Entertainment)                                | 鉑金獎 (Platinum Winner) | 《SUGAR HIGH 2.0 世界巡迴演唱會》 | 獲獎 |
| MUSE 繆思設計獎 (MUSE Design Awards)    | 2025 | 概念設計-娛樂 (Conceptual Design - Entertainment)                                | 年度最佳設計大獎         | 《SUGAR HIGH 2.0 世界巡迴演唱會》 | 獲獎 |
| iF 設計獎 (iF Design Award)             | 2025 | 娛樂照明 (Entertainment Lighting)                                                | -                        | 《SUGAR HIGH 2.0 世界巡迴演唱會》 | 獲獎 |

## 幕後工作團隊

### 第一階段：SUGAR HIGH
- 台北站冠名贊助：輝葉

- 主辦單位：寬宏藝術、天晴娛樂、牛奶田音樂娛樂

- 演唱會總監：王心凌

- 出品：天晴娛樂有限公司

- 監製：張嘉容

- 音樂統籌：陳思宇

- 行政總監：應慧玲

- 執行經紀：余承倢、鄭俊豪、柯茗聿

- 特別感謝：台灣索尼音樂娛樂股份有限公司、寬宏藝術經紀股份有限公司

- 出品人：林建寰

- 演唱會專案總統籌：余亭甫

- 演唱會專案執行統籌：溫喻評

- 演唱會專案協力執行：廖鎧、呂政勳、白渝文、動員創意

- 演唱會宣傳統籌：王雅新

- 演唱會宣傳執行：蔡宛妮、陳孟伶、邱郁薇

- 演唱會售票：寬宏售票

- 演唱會票務：魏渝庭

- 企劃製作：源活娛樂

- 監製：陳鎮川

- 總導演：彭佳玲

- 製作統籌：鄭志仁、李馥荃

- 製作群：歐比康、任雨而、楊景安、楊鳳嬌、宋若茵、陳盈均、劉又菱

- 演出行政：邱垂遠、鄭侑恩

- 音樂總監：陳君豪、鍾濰宇

- 總監助理：沈冠霖、林頡

- Band Leader/Keyboard：袁偉翔 Fanda Yuan

- Guitar：林振益 Lin Chen-Yi、喬莎宏 Josa

- Bass：鳥仔 Birdy C

- Drum：點點 Alana Hsu

- PGM：嚴嘉慶 Jiaqing

- Backing Vocals 和聲：邵邵 Shao Hui-Yun、王文碩 Wang Wen-Shuo、陳思函 SeeHan Chen

- 弦樂：曜爆甘音樂工作室

- 小提琴：沈羿彣、駱思雲、黃雨柔、黃瑾諍

- 中提琴：蔡曜宇、潘自琦

- 大提琴：白竹君、吳玟錤

- 弦樂團助理：林舜瑜

- 舞蹈編排：Denis Lin

- 助教：呂巧棋 Vicky

- 舞者：呂巧棋、宋靜、蕭上華、宇嶙、蘇芸、林佳葦、王思詠、許庭瑋、張晉偉、李建緻、福岡泳子、王思文、蔣訓文、謝宜庭、李得民、曙炅馬沙霧、張晉偉、徐沛容、李昀珊、何菘育、林薇妮、鄧淯夫

- 造型統籌：方綺倫 Chi Lun Fang

- 造型協力：The 1207 Studio

- 造型助理：羅煥芳 Kerry Law、楊孟築 Mengchu Yang

- 服裝管理：藍予晨 Alan Lan、藍予婕、方妍蓁、吳珮筠、郭凱辰

- 化妝師：言朵工作室 / Emily Liu

- 化妝助理：EDDY 邱俊德

- 髮型師：黃桑尼 Sunny Huang、葉璦嘉 Betty Yeh

- 髪型助理：向韋如 Winni、洪郁涵 Star

- 美甲師：周郁旻 Min Min

- 舞者髮型：劉宸嘉 Jason、林約禮Wilson、周冠倫Ryan、張凱勛Vison

- 樂手髮型老師：趙卉均 Gosia、洪郁涵 Star

- 髮型助理：向韋如 Winni

- 樂手服裝設計：藍予晨

- 開場服裝與舞者服裝設計：張祐豪 William Chang、WWWWW studio

- 舞者服裝設計：陳泓普 Hungpu Chen

- 舞者服裝助理：李宛茜 Mushroom Lee、陳泓臻Hungjan Chen、沈君玲 Gling Shen

- 高空技術協力：劉士毅

- 導播：李麗芳

- 助理導播：曾鈺雯

- 攝影指導：畢訓

- 攝影師：黃達夫、蔡政哲、蘇坤偉、鄭文賢、遊子慶、劉玠洋

- 舞台設計：零設計 Zero Design

- 工程總監：楊旻霖

- 道具製作：李權原

- FOH Mixing Engineer：廖士華（傑克）

- Monitor Engineer：陳君墀

- 音響系統設計：郭子強（穩立音響）

- 音響助理：江昱澄

- 視覺統籌：馬莉

- 動畫製作：馬莉、Doris、趙紫廷、做事設計 / Infamous Visual 任鵬文、Miguel Abad、王韋衫、陳韻竹、魏湘芸、許博翔 / 三樓映像工作室、黃聖淵、黨家榛、游宜樺 / 紅藥丸創意有限公司、李冠傑 Li Guan-Jie、婁小禾 Skye Lou / 永霖 Louis、葉依柔 michun

- 視訊現場執行：馬莉、Doris、右邊、趙紫廷

- 視訊專案經理：林良臻

- 燈光設計：禾火設計、沈佳穎、伍翔麟

- 燈光助理：呂傑、吳宜真

- 雷射設計 邱立傑

- 轉場影片製作公司：見怪娛樂影像

- 轉場影片導演：阿怪 Aguai WU

- 轉場影片製片：曾韋鈞 Wally Tseng

- 轉場影片攝影指導：阿怪 Aguai WU、林均泓 Red Genie

- 轉場影片攝影助理：賴玉芯 Yu Xin Lai

- 轉場影片剪接後期：見怪娛樂影像

- 演出：小旻、佳臻、宸熙、凌度C後援會、郭耘孜、李依倩、陳亮州、陳羿如、王妡、夏瑀樂、陳湘雲、許友陽、曹嘉尹、馬恩馨、陳芊妤、邱盈瑩、林恬妤、李湘湘、陳禹璇、邱於真、黃宜柔、林聿陞、張恩慈、王楷勛、吳硯新、李振佑、周盡、柯湘凌、邱鈺庭、張哲愷、林聿祐、李明哲、愛踮排舞社、Kush bae

- 特別感謝：Fakesober

- 動態紀錄導演：邱柏昶

- 動態紀錄導演組：蔡幸伶

- 動態紀錄製片組：李光哲、吳嘉紜

- 動態紀錄攝影組：李金勳、黃柏勳、章弘毅、陸韋中、陳俊甫

- 周邊商品：FIGHT30

- 硬體統籌：台灣藝能、吳皇達

- 工程統籌：台灣藝能、鄭勝吉

- 舞台工程：城鎮舞台

- 結構工程：鑫銳結構有限公司

- 機關工程：城鎮舞台/銓閎舞台

- 數控工程：城鎮舞台

- 燈光工程：台灣藝能工程

- 音響工程：穩立舞台音響燈光工程有限公司

- 視訊工程：台灣藝能工程

- 雷射工程：宏爍科技有限公司

- 特效工程：宏益舞台特效有限公司

- 電飾工程：唯特企業有限公司

- 攝影工程：無限映像製作有限公司

- 電力工程：鴻州企業有限公司